# Michelle Larcher de Brito
Michelle Larcher de Brito (Lisszabon, 1993. január 29. –) portugál teniszezőnő. 2007-ben kezdte profi pályafutását, eddigi legjobb egyéni világranglista-helyezése száztizenötödik volt, ezt 2009 februárjában érte el. Eddigi egyetlen Grand Slam-tornáján a 2009-es Roland Garroson a harmadik körig jutott.
Michelle édesapja, egyben edzője angolai születésű, még édesanyja dél-afrikai származású.

## Év végi világranglista-helyezései
| Év       | 2007 | 2008 |
| Helyezés | 312. | 124. |

## Külső hivatkozások
- Michelle Larcher de Brito profilja a WTA oldalán (angolul)
- Michelle Larcher de Brito profilja az ITF oldalán (angolul)